# Amadou N'Diaye
Amadou Dia N'Diaye (Bambey, 2 gennaio 2000) è un calciatore senegalese, attaccante dello Stade Tunisien.

## Caratteristiche tecniche
Amadou Dia N'Diaye gioca nel ruolo di centravanti.

## Carriera

### Club
Amadou Dia N'Diaye inizia a giocare a calcio nella Génération Foot, squadra militante nella Ligue 1 senegalese, con cui nella stagione 2017-2018 vince la classifica marcatori con 16 reti. Fu nominato migliore giocatore locale nel 2018. In CAF Champions League 2018 ha segnato una rete nei turni preliminari, mettendo poi a segno altri tre reti in due incontri nei preliminari della Coppa della Confederazione CAF 2018.
Nel luglio del 2018, in virtù dell'accordo che lega il club senegalese ai francesi del Metz, N'Diaye si trasferisce al Metz insieme al compagno di squadra Cheikh Tidiane Sabaly. Il debutto con la nuova squadra arriva il 18 novembre 2018 nel match di Coppa di Francia vinto contro il Sarreguemines. Questa rimane la sua unica presenza stagionale.
In seguito gioca in prestito a Sochaux con cui debutto nella Ligue 2 il 1 febbraio 2020 nella sconfitta contro il Lorient; entra in campo in cinque delle sette gare disputate prima che il campionato fosse definitivamente sospeso per la Pandemia di COVID-19. Si trasferisce quindi in prestito in Belgio al Seraing, in seconda serie: alla prima giornata contro il Lommel trova subito il gol, parendo dalla panchina. Nonostante un impiego piuttosto discontinuo, ottiene la promozione in Pro League vincendo i play-off contro il Waasland-Beveren (N'Diaye entra nei minuti finali della gara di ritorno).
Nella stagione 2021-2022 è di nuovo in prestito, stavolta al Le Mans, squadra militante nello Championnat National, con cui totalizza 14 presenze in campionato e due in coppa. Tornato dopo un anno alla base, gioca inizialmente nella formazione riserve, squadra del Championnat National 2. Il 17 settembre 2022 fa il suo esordio in prima squadra entrando nei minuti a finali della gara contro il Bastia al posto di Ablie Jallow. Nella successiva giornata di campionato segna la sua prima rete nella gara contro il Pau.
Rimasto ai margini della prima squadra e impiegato per lo più con le riserve, a febbraio trova l'accordo con gli svizzeri del Neuchâtel Xamax, formazione di Challenge League. Il 5 febbraio 2023 esordisce in campionato giocando i minuti finali della sconfitta contro il Thun; il 22 aprile segna la sua prima rete, nella sconfitta contro l'Aarau maturata nella trentesima giornata di campionato. Totalizza diciassette presenze, comprese le due nel doppio spareggio retrocessione vinto contro il Rapperswil-Jona.
Nella stagione successiva rimane ai margini della prima squadra, tanto da non scendere mai in campo in gare ufficiali; dopo la rescissione consensuale, si trasferisce quindi a gennaio 2024 in Marocco con l'Union Touarga, con cui fa il suo esordio nel massimo campionato il 22 febbraio, subentrando nel finale nella sconfitta contro l'IR Tanger; appena una settimana più tardi contro l'Youssoufia Berrechid mette a segno la sua unica rete in campionato in stagione, quella del decisivo 3-2.
Nell'agosto 2025 passa ai tunisini dello Stade Tunisien.

### Nazionale
Il 15 luglio 2017, ad appena diciassette anni, ha debuttato nella nazionale maggiore, nell'incontro il Sierra Leone valido per le qualificazioni al campionato delle nazioni africane 2018; una settimana dopo, nella gara di ritorno, mise a segno la sua prima rete in nazionale. Nel corso delle stesse qualificazioni il 15 agosto 2017 mise a segno la sua prima doppietta nella partita contro la Guinea.
Con la nazionale Under-20 senegalese ha preso parte al Campionato mondiale di calcio Under-20 2019 e alla Coppa delle Nazioni Africane Under-20 2019, arrivando in finale in quest'ultima e vincendo anche la classifica marcatori con 3 gol.

## Statistiche

### Presenze e reti nei club
Statistiche aggiornate all'11 maggio 2025.
| Stagione               | Squadra                | Campionato             | Campionato | Campionato | Coppe nazionali | Coppe nazionali | Coppe nazionali | Coppe continentali | Coppe continentali | Coppe continentali | Altre coppe | Altre coppe | Altre coppe | Totale | Totale |
| Stagione               | Squadra                | Comp                   | Pres       | Reti       | Comp            | Pres            | Reti            | Comp               | Pres               | Reti               | Comp        | Pres        | Reti        | Pres   | Reti   |
| ---------------------- | ---------------------- | ---------------------- | ---------- | ---------- | --------------- | --------------- | --------------- | ------------------ | ------------------ | ------------------ | ----------- | ----------- | ----------- | ------ | ------ |
| 2017-2018              | Génération Foot        | L1                     | ?          | 16         | CS              | ?               | ?               | CCF+CCL            | 2+3+               | 3+1+               | -           | -           | -           | 5+     | 20+    |
| 2018-2019              | Metz                   | L2                     | 0          | 0          | CF+CdL          | 1+0             | 0+0             | -                  | -                  | -                  | -           | -           | -           | 1      | 0      |
| 2019-gen. 2020         | Metz                   | L1                     | 0          | 0          | CF+CdL          | 0               | 0               | -                  | -                  | -                  | -           | -           | -           | 0      | 0      |
| gen.-giu. 2020         | Sochaux                | L2                     | 5          | 0          | CF+CdL          | -               | -               | -                  | -                  | -                  | -           | -           | -           | 5      | 0      |
| 2020-2021              | Seraing                | D2                     | 19+1       | 4+0        | CB              | 2               | 1               | -                  | -                  | -                  | -           | -           | -           | 22     | 5      |
| 2021-2022              | Le Mans                | CN                     | 14         | 3          | CF              | 2               | 0               | -                  | -                  | -                  | -           | -           | -           | 13     | 3      |
| 2022-2023              | Metz 2                 | CN2                    | 2          | 0          | CF              | 0               | 0               | -                  | -                  | -                  | -           | -           | -           | 1      | 0      |
| 2022-feb. 2023         | Metz                   | L2                     | 4          | 1          | CF              | 0               | 0               | -                  | -                  | -                  | -           | -           | -           | 4      | 1      |
| Totale Metz            | Totale Metz            | Totale Metz            | 4          | 1          |                 | 1               | 0               |                    | -                  | -                  |             | -           | -           | 5      | 1      |
| feb.-giu. 2023         | Neuchâtel Xamax        | CL                     | 15+2       | 1+0        | CS              | -               | -               | -                  | -                  | -                  | -           | -           | -           | 17     | 1      |
| 2023-gen. 2024         | Neuchâtel Xamax        | CL                     | 0          | 0          | CS              | -               | -               | -                  | -                  | -                  | -           | -           | -           | 0      | 0      |
| Totale Neuchâtel Xamax | Totale Neuchâtel Xamax | Totale Neuchâtel Xamax | 17         | 1          |                 | 0               | 0               |                    |                    |                    |             | -           | -           | 20     | 7      |
| gen.-giu. 2024         | Union Touarga          | B1                     | 5          | 1          | CM              | 2               | 1               | -                  | -                  | -                  | -           | -           | -           | 7      | 1      |
| 2024-2025              | Union Touarga          | B1                     | 23         | 3          | CM              | 4               | 3               | CCF                | 1                  | 0                  | -           | -           | -           | 28     | 6      |
| Totale Union Touarga   | Totale Union Touarga   | Totale Union Touarga   | 28         | 4          |                 | 6               | 4               |                    | 1                  | 0                  |             | -           | -           | 35     | 8      |
| Totale carriera        | Totale carriera        | Totale carriera        | 91+        | 29         |                 | 12+             | 5+              |                    | 6+                 | 4+                 |             | -           | -           | 109+   | 38+    |

### Cronologia presenze e reti in nazionale
| Cronologia completa delle presenze e delle reti in nazionale ― Senegal | Cronologia completa delle presenze e delle reti in nazionale ― Senegal | Cronologia completa delle presenze e delle reti in nazionale ― Senegal | Cronologia completa delle presenze e delle reti in nazionale ― Senegal | Cronologia completa delle presenze e delle reti in nazionale ― Senegal | Cronologia completa delle presenze e delle reti in nazionale ― Senegal | Cronologia completa delle presenze e delle reti in nazionale ― Senegal | Cronologia completa delle presenze e delle reti in nazionale ― Senegal |
| Data                                                                   | Città                                                                  | In casa                                                                | Risultato                                                              | Ospiti                                                                 | Competizione                                                           | Reti                                                                   | Note                                                                   |
| ---------------------------------------------------------------------- | ---------------------------------------------------------------------- | ---------------------------------------------------------------------- | ---------------------------------------------------------------------- | ---------------------------------------------------------------------- | ---------------------------------------------------------------------- | ---------------------------------------------------------------------- | ---------------------------------------------------------------------- |
| 15-7-2017                                                              | Freetown                                                               | Sierra Leone                                                           | 1 – 1                                                                  | Senegal                                                                | Qualificazioni al campionato delle nazioni africane 2018               | -                                                                      | Uscita                                                                 |
| 22-7-2017                                                              | Pikine                                                                 | Senegal                                                                | 3 – 1                                                                  | Sierra Leone                                                           | Qualificazioni al campionato delle nazioni africane 2018               | 1                                                                      |                                                                        |
| 6-8-2017                                                               | Pikine                                                                 | Senegal                                                                | 1 – 1                                                                  | Mali                                                                   | Amichevole                                                             | -                                                                      | Uscita                                                                 |
| 15-8-2017                                                              | Pikine                                                                 | Senegal                                                                | 3 – 1                                                                  | Guinea                                                                 | Qualificazioni al campionato delle nazioni africane 2018               | 2                                                                      |                                                                        |
| 23-8-2017                                                              | Conakry                                                                | Guinea                                                                 | 5 – 0                                                                  | Senegal                                                                | Qualificazioni al campionato delle nazioni africane 2018               | -                                                                      |                                                                        |
| Totale                                                                 |                                                                        | Presenze                                                               | 5                                                                      |                                                                        | Reti                                                                   | 3                                                                      |                                                                        |

## Palmarès

### Club

#### Competizioni nazionali
- Campionato senegalese: 1

Génération Foot: 2016-2017
- Coppa del Senegal: 1

Génération Foot: 2017-2018
- Ligue 2: 1

Metz: 2018-2019

#### Individuale
- Capocannoniere della Ligue 1: 1

2017-2018 (16 reti)
- Capocannoniere della Coppa delle nazioni africane Under-20: 1

Coppa delle nazioni africane Under-20 2019 (3 reti)